# Tethydidae
Die Tethydidae sind eine Familie meist mittelgroßer bis großer Bäumchenschnecken in der Unterordnung der Nacktkiemer. Es handelt sich ausschließlich um marine, gehäuselose Schneckenarten, die sich teilweise schwimmend fortbewegen und vor allem kleine Krebse fressen.

## Merkmale
Die Tethydidae haben einen außerordentlich großen Kopf, der mit einem weiten trichterförmigen „Schleier“ (Velum) versehen ist. Die Tiere haben keine vorderen Fühler und nur sehr kurze, kegelförmige Rhinophoren. Der Rücken ist an beiden Seiten mit je nach Art unterschiedlich geformten Cerata besetzt, an deren Basis Kiemen sitzen. Von der kompakten Mitteldarmdrüse führen Fortsätze in die Cerata, die zur Ablenkung von Feinden abgestoßen werden können (Autotomie).
Kiefer kommen nur bei einigen Arten der Gattung Melibe vor und fehlen bei den übrigen Arten, während eine Radula bei allen Arten der Familie fehlt. Der After mündet seitlich am Rücken oberhalb des Notumrandes.
Wie andere Bäumchenschnecken sind die Tethydidae Zwitter, die wie viele andere schwimmende Schnecken besonders lange Ei- und Samenleiter haben. Ein Receptaculum seminis zur Aufnahme der Spermien des Sexualpartners ist vorhanden und je nach Art an anderer Stelle der Vagina bzw. des Eileiters angeordnet. Die Schnecken begatten sich gegenseitig. Aus den Eiern schlüpfen zahlreiche Veliger-Larven, die sich von Plankton ernähren und nach einer längeren pelagischen Phase zu kleinen schalenlosen Schnecken metamorphosieren.
Die Tethydidae leben am Meeresboden oder an Wasserpflanzen. Sie bewegen sich auch als Adulttiere teilweise oder überwiegend schwimmend fort, halten sich dabei aber meist in Bodennähe auf. Mit ihrem Mundsegel (Schleier) erbeuten sie vor allem kleine Krebse, aber auch Quallen, die mangels Radula und Kiefer als Ganzes verschluckt werden.

## Verbreitung und einige Arten
Das Verbreitungsgebiet der Tethydidae umfasst alle warmen Meere weltweit. Zwei der größten Arten sind mit bis über 30 cm Körperlänge die vor allem im Mittelmeer lebende Schleierschnecke (Tethys fimbria) und die im Indopazifik lebende, über das Rote Meer ins Mittelmeer eingewanderte Melibe viridis. An der Pazifikküste Nordamerikas ist unter anderem die Löwenkopfschnecke (Melibe leonina) heimisch.

## Systematik
Nach Bouchet und Rocroi (2005) ist die Familie Tethydidae eine von neun Familien in der Überfamilie Tritonioidea, die wiederum allein die Teilordnung Dendronotida bildet. Zur Familie Tethydidae gehören zwei Gattungen:
- Melibe Rang, 1829 mit 16 Arten
- Tethys Linnaeus, 1767 mit 3 Arten, darunter die Typusart Tethys fimbria Linnaeus, 1767

Die Gattungsnamen Chioraera Gould, 1852, Jacunia de Filippi, 1867, Melibaea Angas, 1864 und Propemelibe Allan, 1932 sind Synonyme von Melibe Rang, 1829.
1981 ist der Name der Familie der Nacktkiemerschnecken mit der Typusgattung Tethys auf Tethydidae (mit d) festgelegt worden, um sie von den Schwämmen der Familie Tethyidae (Typusgattung Tethya) zu unterscheiden, während der Gattungsname der Seescheiden Tethyus und somit der von dort abgeleitete Name Tethyidae nunmehr ungültig ist.